# Louis de Geofroy
François Henri Louis de Geofroy (Avignon, 17 octobre 1822 - Cannes, 5 octobre 1899) est un diplomate français. Il est l'ambassadeur de France en Chine de 1872 à 1875. Il a ensuite été chargé d'affaires de la France au Japon.